# Distrito de Raška
El Distrito de Raška (en serbio: Raški okrug, Рашки округ) es uno de los 18 ókrug o distritos en que está dividida Serbia Central, la región histórica de Serbia. Tiene una extensión de 3.918 km², y según el censo de 2002, una población de 291.230 habitantes. Su capital administrativa es la ciudad de Kraljevo.

## Municipios
Los municipios que componen el distrito son los siguientes:
- Kraljevo
- Vrnjačka Banja
- Raška
- Novi Pazar
- Tutin